# ورتسوویتسه
ورتسوویتسه (به چکی: Vrcovice) یک منطقهٔ مسکونی در جمهوری چک است که در شهرستان پیسک واقع شده‌است.
 ورتسوویتسه ۵٫۵۲ کیلومتر مربع مساحت و ۱۱۴ نفر جمعیت دارد و ۴۱۸ متر بالاتر از سطح دریا واقع شده‌است.